# 창해에탄올
주식회사 창해에탄올은 대한민국의 에탄올 제조업체이다.

## 본점 및 지점 현황
- 본점: 전북특별자치도 전주시 덕진구 원만성로 15
- 서울사무소: 서울특별시 강남구 언주로 97길 8 창해가빌딩
- 익산사무소: 전북특별자치도 익산시 중앙로 150
- 군산바이오실증센터: 전북특별자치도 군산시 산단동서로 334